# Denis Čerišev
Denis Dimitrijevič Čerišev (ruski: Дени́с Дми́триевич Че́рышев) (Nižnji Novgorod, 26. prosinca 1990.) ruski je nogometaš, koji trenutačno igra za grčki klub Panionios. Od 2012. godine nastupa i za rusku nogometnu reprezentaciju. Sin je bivšeg nogometaša Dmitra Čeriševa. Započeo je svoju profesionalnu karijeru u Real Madridu. Za Bijele je debitirao u rujnu 2015. godine protiv Granade. Od 2013. je Rus igrao na posudbama u Sevilli, Villarrealu i Valenciji. U lipnju 2016. godine je Rus prešao iz Real Madrida u Villarreal na pet godina. U kolozu 2018. je vratio na posudbu u Valenciju na godinu dana. Na kraju sezone je Valencia Rusa otkupila od Villarreala za 6 milijuna eura.
Čerišev je debitirao za Rusiju u studenom 2012. godine protiv istog protivnika kao i otac Dmitri dvadeset godina prije, SAD. Zbog ozljede je Čerišev morao propustiti Europsko prvenstvo u Francuskoj.